# Anaspis poecila
Anaspis poecila là một loài bọ cánh cứng trong họ Scraptiidae. Loài này được Faldermann miêu tả khoa học năm 1837.